# Nadační fond proti korupci
Nadační fond proti korupci (NFPK, původně Nadační fond pro boj proti korupci) je česká nestátní nadace založená 15. března 2011 Karlem Janečkem, Stanislavem Bernardem a Janem Krausem. Jeho cílem je podpora boje proti korupci a vzdělávání občanské společnosti v České republice.
Fond podporuje projekty odhalující korupční činnosti s významným ekonomickým dopadem na veřejnou správu, udílí Cenu za odvahu za prokázání nebo vystoupení proti korupci, vypisuje granty na podporu investigativních novinářů, usiluje o dotahování zveřejněných případů korupce do konce, přispívá k budování etických hodnot v demokratické společnosti, podporuje publikační činnost a vytváří tlak na politiky k provádění nutných legislativních změn.

## Činnost
Fond podporuje projekty odhalující korupční činnosti s významným ekonomickým dopadem na veřejnou správu, uděluje Ceny za odvahu za prokázání korupce významného ekonomického dopadu, usiluje o došetření zveřejněných korupčních kauz, přispívá ke vzdělávání a budování etických hodnot v demokratické společnosti a vytváří tlak na politiky k provedení nutných legislativních změn. Je členem Rady vlády pro koordinaci boje s korupcí a Sítě k ochraně demokracie.
Oficiálně zahájil svou činnost 23. března 2011 za přítomnosti velvyslance USA v České republice Normana Eisena ve Vratislavském paláci v Praze udělením prvních dvou cen. Odměněni byli Renata Horáková, Libor Michálek a Ondřej Závodský za to, že riskovali svou budoucnost a navzdory chybějící právní ochraně oznámili korupční podezření na svých úřadech.
Dne 4. srpna 2020 byla zveřejněna informace, že z fondu odcházejí klíčoví spolupracovníci Stanislav Bernard, Jan Kraus a Karel Randák.
V prosinci 2024 NFPK oznámil ukončení své činnosti a zároveň zveřejnil svůj poslední projekt, knihu Dějiny korupce, včetně online verze.

## Statutární orgány
| Správní rada      |          | Dozorčí rada                   |
| JUDr. Jan Krouský | předseda | Ing. Karel Janeček, MBA, Ph.D. |
| Jan Bejvl         | člen     | Ing. Petra Cihlářová           |
| Vladimír Peták    | člen     | Mgr. Irena Kolárová            |

Informace aktualizovány k 21. březnu 2023

## Cena za odvahu
Cenu za odvahu fond uděluje těm, kteří se nebojí upozornit na korupci, bez ohledu na osobní následky. Přehled oceněných:

### Cena za odvahu 2023
- Tomáš Petráček je český katolický teolog, kněz a církevní historik. NFPK ocenil jeho vytrvalou snahu o kultivaci hodnotového diskurzu ve společnosti, inspirativní promýšlení role náboženství ve veřejném a politickém životě a za prokázanou odvahu vystavit se kvůli těmto aktivitám veřejným útokům.[15]

### Cena za odvahu 2022
- Za dobrý život na Jemnicku z.s. je občanská iniciativa věnující se ochraně a kultivaci veřejného prostoru. Cílem je rozvoj regionu, ochrana životního prostředí, zdraví obyvatel a obrana občanských svobod.[16]

### Cena za odvahu 2021
- Ivan Prchal je bývalý tajemník Městského úřadu Žamberk. V roce 2009 odhalil podivné smlouvy a dokumenty k výběrovému řízení na dodavatele žamberské pěší zóny, která měla vzniknout v rámci revitalizace města.[17]

### Cena za odvahu 2020
- Eva Vorlíčková je bývalá radní Magistrátu hl. m. Prahy pro IT a jednou z obžalovaných v kauze Opencard II. V ní byli obžalovaní bývalí pražští politici, kteří podle obžaloby porušili předpisy o hospodářské soutěži a povinnost při správě cizího majetku.[18]
- Petr Pithart je právník, spisovatel, historik a jeden z „otců zakladatelů“ české politiky a ústavnosti. V roce 1991 se ho pokusil uplatit tehdejší ředitel Agrobanky Jan Král. Pithartovi, tehdejšímu předsedovi české vlády v rámci federace nabídl milion korun, když zařídí aby jím vedený finanční ústav získal budovu bývalého Krajského národního výboru ve Zborovské ulici na Praze 5.[19]

### Cena za odvahu 2019
- Vimpersko z.s. sdružuje osobnosti místní občanské společnosti a poukazuje na obcházení zákonů. Příkladem místostarost zvýhodňující svou společnost nebo město podporující kontroverzní projekt na úkor místního lesoparku.[20]
- Za krásnou Olomouc z.s. se zabývá osvětou a popularizací architektury a urbanismu v Olomouci a na Olomoucku. Díky impulsu spolku se zvýšila pozornost věnovaná plánu postavit výškový obytný dům společnosti SMC Developement, tzv. Šantovka Tower v legislativně chráněném „ochranném pásmu Městské památkové rezervace Olomouc“.[21]
- Hana Naiclerová je bývalá zastupitelka Prostějova. V rámci své funkce se zaobírala neprůhledným hospodařením městské společnosti Lesy města Prostějova.[22]

### Cena za odvahu 2018
- Jana Moravcová působila jako ředitelka na Oblastním inspektorátu České inspekce životního prostředí (ČIŽP).  Zde narazila na klientelistické vazby, které doprovázely některé případy.[23]
- Lukáš Blažej, tehdejší student práv z Ústí nad Labem a aktivní občan se v roce 2015 stal trnem v oku některých politiků a úředníků, kdy část zastupitelů ANO odvolala vlastního primátora i celé vedení města.[24]
- Spolek občanů Permanent již několik let aktivně zastupuje zájmy obyvatel Nymburka proti provozu zinkovny společnosti AZOS posléze APP s.r.o. Zástupci spolku nejprve poukazovali na nepřípustný zápach a zdraví škodlivé zplodiny v ovzduší.[25]

### Cena za odvahu 2017
- Miloslava Pošvářová je česká stavební inženýrka a soudní znalkyně ve stavebnictví. V roce 2011 se stala členkou pracovní skupiny Národní ekonomické rady vlády v oblasti boje proti korupci a prezentovala svá doporučení na které reagovala ocelová lobby žalobou, kterou paní Pošvářová vyhrála. Tlaku byla také vystavena v kauze havárie ve Studénce, při které zahynulo osm osob.[26]
- Jakub Čech je občanský aktivista a novinář. Díky jeho aktivitám se pod drobnohled dostala činnost politiků Prostějova a zákulisních hráčů. Upozornil na problémy, související se stamiliónovou kauzou kolem olympijského centra v Prostějově.[27]
- ROMEA, o.p.s.  je česká nezisková organizace, jejímž primárním cílem je podpora boje proti rasismu, rozvíjení dodržování lidských práv, napomáhání k rozvoji demokracie a tolerance ve společnosti.[28]

### Cena za odvahu 2016
- Martina Uhrinová byla ředitelkou „Odboru 69 – Analýza a hlášení nesrovnalosti“ na Ministerstvu financí ČR. Upozorňovala na to, že její podřízená Barbora Boschat dostala za úkol vyzvídat informace z Evropského úřadu pro boj proti podvodům (OLAF) o prošetřování kauzy Čapího hnízdo na příkaz náměstka ministra financí Tomáše Vyhnánka.[29]
- Jiří Kotek v roce 2006 zastupitelem města Karlovy Vary a v roce 2008 zastupitelem Karlovarského kraje. Vynesl na světlo „slavný“ záznam „karlovarské losovačky“ na němž je vidět pověřená osoba jež se usilovně snaží vybrat konkrétního výherce miliardové veřejné zakázku na výstavbu multifunkční arény.[30]

### Cena za odvahu 2015
- Jana Průšková působila od roku 2008 jako manažerka Kruhu přátel Severáčku, neziskové organizace, která zastupuje a hájí zájmy dětí známého úspěšného dětského pěveckého sboru Severáček v Liberci. Během svého pracovního poměru objevila nesrovnalosti mezi pokladnou a účtováním.[31]
- Lukáš Wagenknecht je expertním auditorem. Během své praxe ve veřejném sektoru odhalil závažné pochybení hospodaření ve veřejných institucích.[32]

### Cena za odvahu 2014
- Leo Steiner je bývalý ředitel Odboru řízení programu Úřadu Regionálního operačního programu Severozápad. Jako člen Monitorovacího výboru vystoupil se zjištěním o programu rozdělování eurodotací, v němž mělo být během 7 let rozděleno 19 miliard a je od počátku nastaven tak, aby tyto peníze mohly být nelegitimně vyvedeny. Nejdříve sám a poté společně s Transparency International podal trestní oznámení na vedení programu. Následně na eurodotačním úřadu skončil.[33]
- František Mráček, v roce 2010 vedoucí Oddělení veřejné dopravy Krajského úřadu Středočeského kraje, začal poukazovat na nestandardní praktiky při hospodaření s prostředky kraje, mezi jinými na pochybnou investici do databáze a výpočetního modulu pro potřeby zpracování Stipendia Středočeského kraje.[34]

### Cena za odvahu 2013
- Vladimír Sitta mladší již od července 2009 upozorňuje na nekalosti ve společnosti Neograph, založenou jeho otcem a dědem. Policie ovšem nepodnikla výraznější kroky a Sitta byl po zveřejnění kauzy odstraněn z vedení druhým spolumajitelem. Odmítli se podílet na tunelování Dopravního podniku hlavního města Prahy a přišli o svoji rodinnou firmu.[35]
- Jiří Chytil, někdejší úředník Magistrátu hlavního města Prahy v letech 2009 a 2010, pomáhal coby utajený svědek v kauze Opencard vyšetřovatelům rozplétat nitky kolem politického pozadí problematické zakázky firmě Haguess.

#### Cena za odvahu 2012
- Jakub Klouzal byl od roku 2008 ředitelem odboru centrálních systémů a technologií na Ministerstvu zahraničních věcí ČR. Krátce po svém nástupu zjistil, že v instituci nefungují standardní procesy v oblasti veřejných zakázek. Informoval přímo tehdejšího ministra Kohouta. Po této schůzce skončil ve své funkci vrchní ředitel Lidinský. Ministr Kohout dále nařídil prošetření VZ v oblasti IT.[36]
- Věra Ježková je absolventkou Hornicko-geologické fakulty Vysoké školy báňské v Ostravě. Pracovala 18 let v Severočeských dolech – v nynější dceřiné společnosti ČEZu. Z pozice akcionářky upozornila na hrozbu zmaření investic polostátního podniku ČEZ, respektive před jeho záměrem obnovy bloků v elektrárně Prunéřov v hodnotě 25 miliard Kč.[37]
- Martin Konečný jako primář psychiatrického oddělení Nemocnice v Ostrově splnil povinnost uloženou trestním zákoníkem, a obrátil se na protikorupční policii s informací o úplatku pro prezidenta Klause za milost. Jeho pacientka, odsouzená policistka Radka Kadlecová, mu v rámci vyšetření sdělila, že „pro ni byla zakoupena milost a byl zaplacen několika milionový úplatek prezidentovi a jeho poradcům“.[38]

### Cena za odvahu 2011
- Ondřej Závodský se stal v červenci 2005 vedoucím právního oddělení v Zařízení služeb pro Ministerstvo vnitra (ZSMV). Poté, co opakovaně upozorňoval na podezřelé smlouvy, byl v září 2010 sesazen z funkce. Činnost Závodského nakonec napomohla k provedení hloubkového auditu na ministerstvu vnitra jenž prokázal chyby a řadu nesrovnalostí při zadávání veřejných zakázek.[39]
- Libor Michálek se stal ředitelem Státního fondu životního prostředí v srpnu roku 2010. V prosinci 2010 upozornil policii i veřejnost na skutečnosti, které nasvědčovaly korupčnímu jednání. Popsal zejména nátlak, kterému byl jako ředitel SFŽP vystaven ohledně některých veřejných soutěží a rovněž ohledně procesu ukládání volných peněžních prostředků SFŽP v bankách.[40]
- Renata Horáková nastoupila na radnici města Znojma v červnu 2007 na pozici vedoucí majetkového odboru. Poté co odmítla podepsat pro město mimořádně nevýhodné transakce se ocitla pod tlakem svého nadřízeného, tajemníka městského úřadu Vladimíra Krejčíře. V únoru 2010 byla během své dovolené na návrh starosty Petra Nezvedy bez udání důvodu odvolána z funkce.[41]

## Vybrané kauzy

### Dopravní podnik hl. m. Prahy
Fond obvinil pražského podnikatele Ivo Rittiga, který je považován za jednoho z regionálních kmotrů ODS, že na jeho účty přicházely desítky milionů korun z pražského dopravního podniku. Rittig se proti tomu ostře ohradil a uvedl, že je „šokován, jak bezostyšnému osočení byl vystaven". Společnost Neograph, která pro dopravní podnik dodávala jízdenky, měla uzavřenou smlouvu s firmou Cokeville Assets Inc. sídlící na Britských Panenských ostrovech. Za zprostředkování smlouvy měla tato společnost dostávat z každého lístku 17 haléřů. Karel Randák z protikorupčního fondu tvrdí, že firma Cokeville má smlouvu o spolupráci s Rittigem, na jejímž základě má firma Rittigovi vyplácet provize ve výši 160 tisíc eur měsíčně a procenta ze zisku.
V prosinci 2011 upozornil na firmu Oleo Chemical, která dodávala bionaftu do pražského dopravního podniku a také spolupracovala s firmou Cokeville Assets. V září 2014 pak Útvar pro odhalování organizovaného zločinu zadržel některé pracovníky firmy Oleo Chemical a advokáty kanceláře MSB Legal. Policie obvinila 10 lidí z několik trestných činů včetně krácení daně a porušení povinnosti při správě cizího majetku, neboť pracovali jako organizovaná skupina a vyváděli peníze z firmy Oleo Chemical. Ivo Rittig byl 26. června 2019 Vrchním Soudem v Praze pravomocně zproštěn.
7.11.2020 Městský soud v Praze provedl důkazy požadované Vrchním soudem v Praze a opětovně rozhodl o zproštění obžaloby v tzv. "Kauze jízdenek DPP".

### Kauza Nemocnice Na Homolce
Podle fondu nechala Nemocnice Na Homolce za působení bývalého ředitele Vladimíra Dbalého vydělat na pronájmu vlastních skladů soukromé společnosti napojené na AK Šachta and Partners, resp. na Iva Rittiga. Fond odhaduje, že nemocnice tratila na přenechání provozování skladů kolem 8 milionů korun měsíčně ve prospěch společnosti ALSEDA, tedy ročně kolem 100 milionů korun.

### Kauza MPSV
NFPK podal v únoru 2012 trestní oznámení na tehdejšího ministra práce a sociálních věcí Jaromíra Drábka, jeho tehdejšího prvního náměstka Vladimíra Šišku a na neznámé pachatele. Důvodem bylo podezření ze spáchání trestného činu porušení povinnosti při správě cizího majetku, zneužití informace a postavení v obchodním styku, přijetí úplatku a dalších. Těchto trestných činů se dotyční mohli dopustit při zavádění nových informačních systémů pro výplaty dávek pomoci v hmotné nouzi, příspěvku na péči a dávek pro tělesně postižené. V říjnu 2012 Jaromír Drábek rezignoval na svůj post a následně v červenci 2013 byli obžalováni z podplácení a zneužití pravomoci úřední osoby Vladimír Šiška a bývalý ředitel odboru IT tohoto ministerstva Milan Hojer. V lednu 2014 Úřad pro ochranu hospodářské soutěže v prosinci pravomocně zakázal společnosti Fujitsu pokračovat v plnění smlouvy na provoz a správu informačních systémů na výplatu nepojistných sociálních dávek a služeb zaměstnanosti. Po téměř dvou letech krajně problematického (ne)fungování nového IS na úřadech práce se Ministerstvo práce a sociálních věcí vrací k IS, který bezproblémově fungoval mnoho let.

### Kauza Hospodářská komora ČR
Nadační fond proti korupci podal dne 21. 5. 2013 trestní oznámení na prezidenta Hospodářské komory České republiky (dále jen „HK ČR“) Petra Kužela a na další neznámé pachatele. Předmětem devadesátistránkového trestního oznámení je podezření ze spáchání trestných činů zpronevěry, porušení povinností při správě cizího majetku, sjednání výhody při zadávání veřejné zakázky, pletichy při zadávání veřejné zakázky a jiných trestných činů.

### Šnečí finta
Nadační fond proti korupci v roce 2017 upozornil na dlouholetou absurdní praxi, podle které může Úřad pro ochranu hospodářské soutěže zmařit stížnost podnikatele, stěžujícího si na porušení pravidel zadávání veřejných zakázek – tzv. šnečí fintu. Jediným předpokladem zmaření jsou průtahy v rozhodování ÚOHS a rychlé uzavření smlouvy mezi zadavatelem a vybraným uchazečem. Bránící se podnikatele přitom ÚOHS paušálně označuje za výpalníky. ÚOHS uvádí, že je zcela v pořádku, když má ve svých rukách nekontrolovatelnou a nepřezkoumatelnou moc rozhodovat o tom, zda se ke stížnosti podnikatele věcně vyjádří či nikoliv. Tímto způsobem bylo zmařeno na 250 stížností v hodnotě cca 25. mld. Kč. Zatím poslední stížnost zmařená tímto způsobem je ze dne 19. dubna 2017. Jedná se tedy o fintu, která je stále aktuální. NFPK přináší další z případů „vyřešených" šnečí fintou.

## Publikace
1. [52] OLIGARCHS & CRONIES: state capture in postcommunist Czechia ISBN 978-80-88268-69-7
2. [53] Výstup na vrchol korupce - Od obálek k národní prostituci ISBN 978-80-242-6787-6
3. [54] Čas oligarchů, jejich sluhů a nepřátel ISBN 978-80-263-1483-7
4. [55] Jánabráchismus v České republice aneb mocenské sítě v letech 2010–2017 ISBN 978-80-263-1415-8
5. [56] Premiéři v rukách poradců aneb kdo komu vládne ISBN 978-80-263-1301-4
6. [57] Václav Klaus – stopy a odkaz pragmatika bez přívlastků ISBN 978-80-263-1061-7
7. [58] Chapadla justiční chobotnice v České republice a jejich dosah ISBN 978-80-263-0960-4
8. [59] Miroslav Kalousek a 20 let jeho úřednických a politických her ISBN 978-80-263-0720-4

## Registrační proces
Městský soud v Praze jako příslušný rejstříkový soud v lednu 2011 v usnesení, které vydala vyšší soudní úřednice Romana Janečková, odmítl Nadační fond proti korupci zaregistrovat s odůvodněním, že z předmětného hlavního účelu nadačního fondu „zcela jasně vyplývá“, že uvedený účel je v rozporu s účelem nadačních fondů dle zákona a že účel zřízeného fondu svým obsahem nenaplňuje podstatu obecně prospěšného cíle ve smyslu zákona o nadacích a nadačních fondech.
Původně se zakladatelé chtěli odvolání vzdát, protože se od odborníka dozvěděli, že takové odvolací řízení trvá půl roku až rok, a chtěli jen podat novou žádost s upraveným zněním zakládací listiny. Nakonec podali jak odvolání k Vrchnímu soudu v Praze a stížnost proti postupu úřednice k předsedovi Městského soudu v Praze Janu Sváčkovi, tak i opakovanou, mírně pozměněnou žádost o registraci (název byl změněn na „Nadační fond pro boj proti korupci“) o registraci u Městského soudu v Praze. Tu dostala přidělenou tatáž úřednice, která předchozí žádost zamítla, ačkoliv podle jednacího čísla a rozvrhu práce měla připadnout někomu jinému, a tentokrát žádala 22. února 2011 po dvou členech správní rady fondu, Karlu Janečkovi a Tomáši Sedláčkovi, aby do 15 dnů od doručení doložili oprávněnost užívání titulů Ph.D. a PhDr., přestože oba pánové s těmito tituly figurují již v několika rejstřících včetně záznamů o jiných nadačních fondech. Nakonec se ale Městský soud v Praze v pátek 11. března 2011 usnesl, že fond zapíše.
Janečkova právní zástupkyně Lenka Deverová, která se mimo jiné v minulosti podílela na přípravě zákona o nadacích a nadačních fondech a je spoluautorkou návrhu zákona o statusu veřejné prospěšnosti, zastává názor, že za veřejně prospěšné činnosti se nepovažují jen ty, které jsou v zákoně výslovně vyjmenované v demonstrativním výčtu, a zamítnutí žádosti o registraci z uvedeného důvodu považuje za absurdní.